# Quaestor sacri palatii
Nell'impero romano, il quaestor sacri palatii ("questore del sacro palazzo") era un'alta carica (officium) introdotta da Costantino I. Il quaestor sacri palatii era un alto funzionario imperiale molto vicino all'imperatore e le sue mansioni si esplicavano nel coadiuvare il monarca nell'elaborazione delle leggi e più in generale nelle questioni giuridiche che lo riguardavano. Nella fattispecie, il quaestor sacri palatii assolveva la funzione di portavoce della volontà imperiale nell'attuazione di determinati indirizzi giuridici. Negli scritti ufficiali era chiamato con appellativi che rimandano proprio a questa funzione particolarissima, quali legum interpres, vox legum, iuridicus quaestor, legum peritus. In ogni caso le sue mansioni erano ben diverse rispetto a quelle tipiche del quaestor di età repubblicana e dei primi anni del principato.
Nel 529 Giustiniano I (527-565) stabilì che il magister officiorum e il quaestor sacri palatii fossero i giudici d'appello supremi per i tribunali militari.
Nel corso della storia, la carica di quaestor sacri palatii venne ricoperta da insigni giuristi, di cui il più importante fu Triboniano.
Nel periodo tardo-antico, sotto i regni romano-barbarici che si svilupparono dalle ceneri dell'Impero romano d'Occidente, il quaestor divenne anche il sovrintendente della cancelleria imperiale, con funzioni di collegamento tra le magistrature locali e l'autorità regia. In queste nuove vesti curava la corrispondenza, si occupava della redazione e della pubblicazione degli editti, e conservava copia degli atti di Stato.